# Prociw
Prociw (ukr. Проців) – wieś na Ukrainie, w obwodzie kijowskim, w rejonie boryspolskim, w hromadzie Worońkiw. W 2001 liczyła 1047 mieszkańców, spośród których 1016 wskazało jako ojczysty język ukraiński, a 31 rosyjski.